# Centre polyvalent de Kastelli
Le centre polyvalent de Kastelli (finnois : Kastellin monitoimitalo) est un lycée situé dans le quartier de Kontinkangas à Oulu en Finlande.

## Présentation
Le centre d’activités comprend un jardin d’enfants, une école primaire, le lycée de Kastelli et le lycée pour adultes d'Oulu, une salle des jeunes, une antenne locale de la bibliothèque municipale d'Oulu et plusieurs installations sportives.
Le bâtiment a une superficie de 24 588 mètres carrés et un volume de 124 010 mètres cubes. Il dispose de 200 places de stationnement pour voitures et de 900 places de stationnement pour vélos.
Il y a environ 120 enfants et 20 employés à la crèche, environ 770 élèves et 65 enseignants aux niveaux primaire et secondaire, ainsi que 740 élèves et 45 employés au lycée de Kastelli dont 140 sont des lycéens sportifs.
Le lycée pour adultes d’Oulu compte environ 350 élèves et emploie 35 personnes

## Galerie

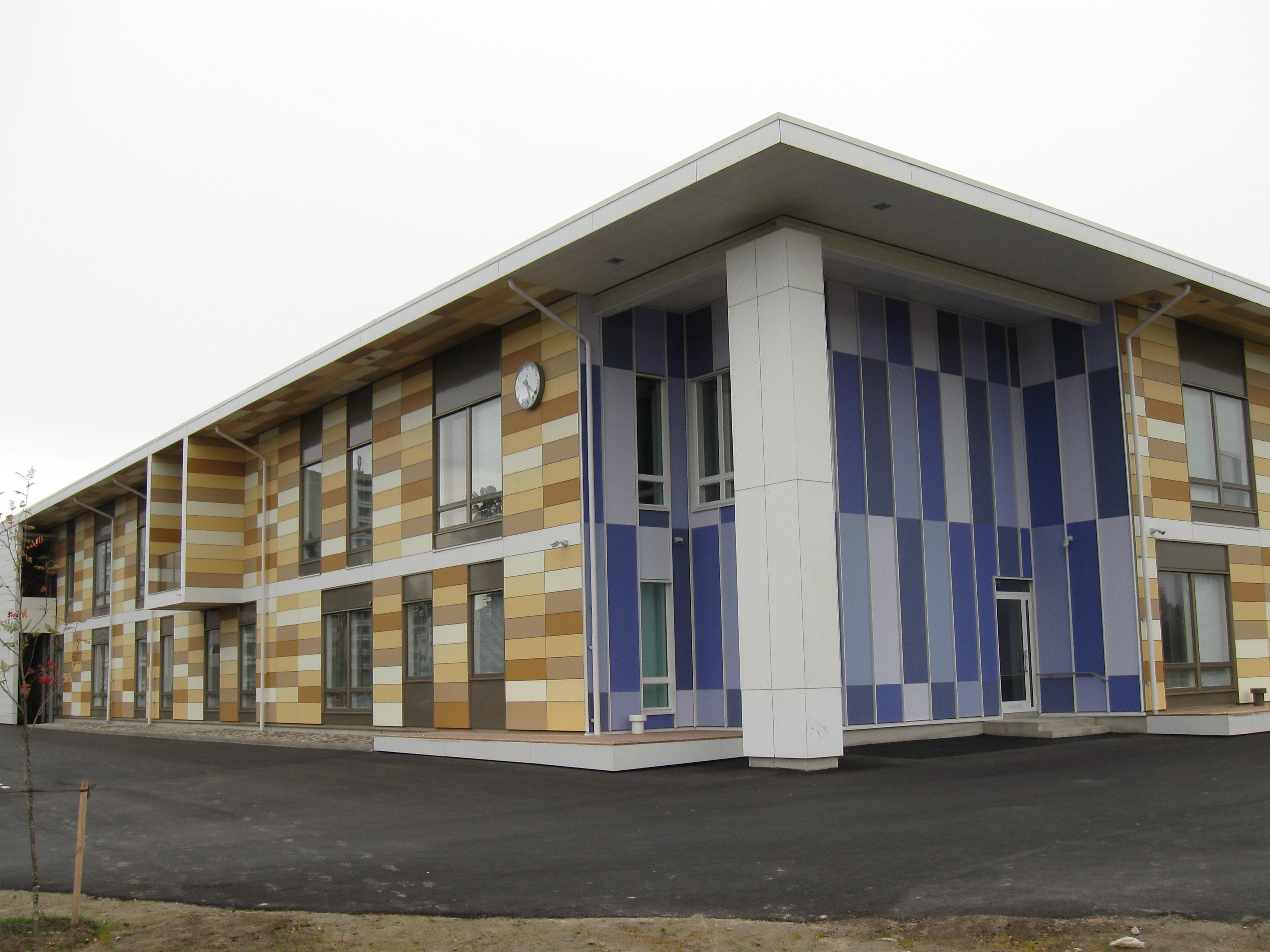
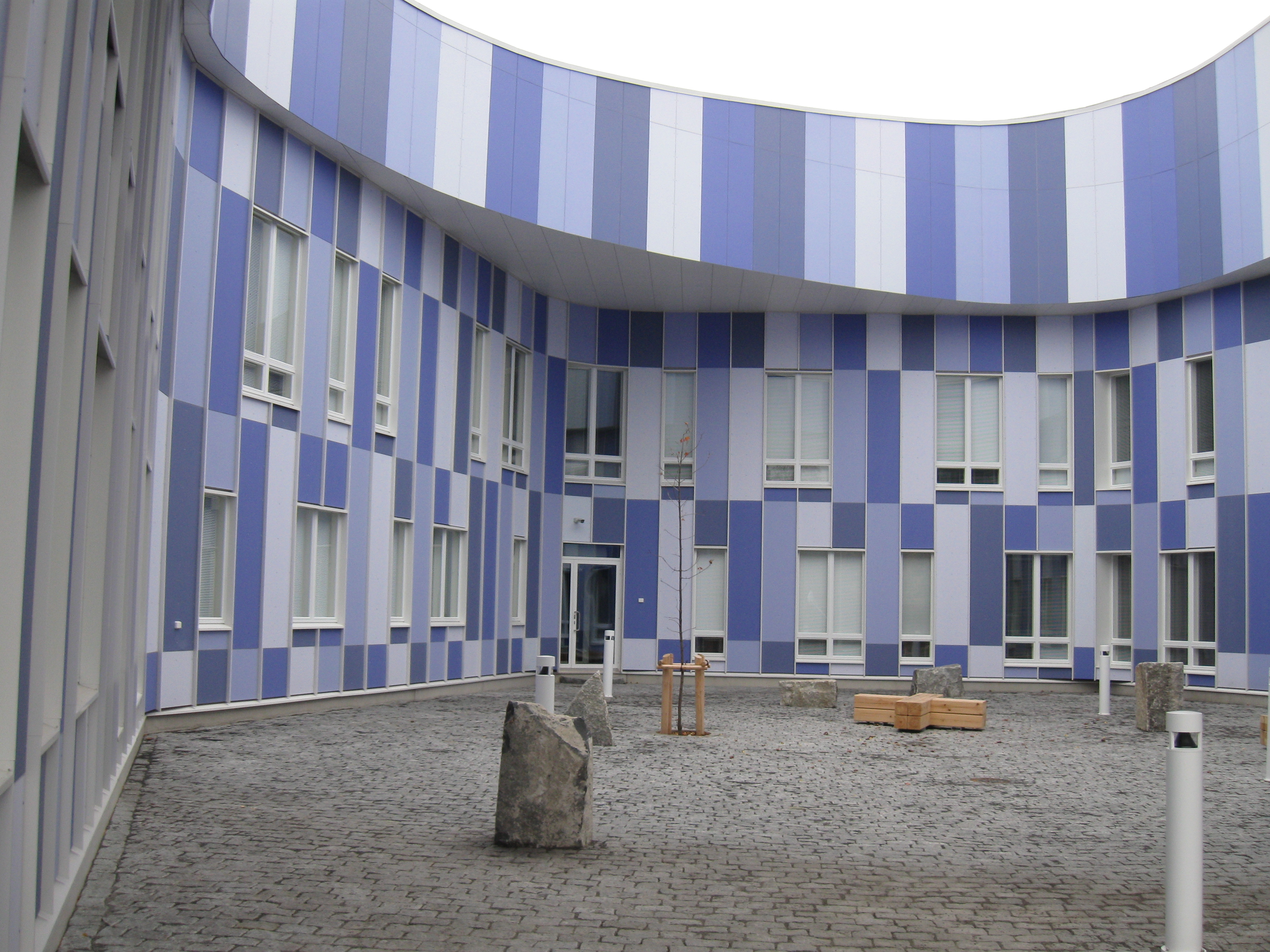
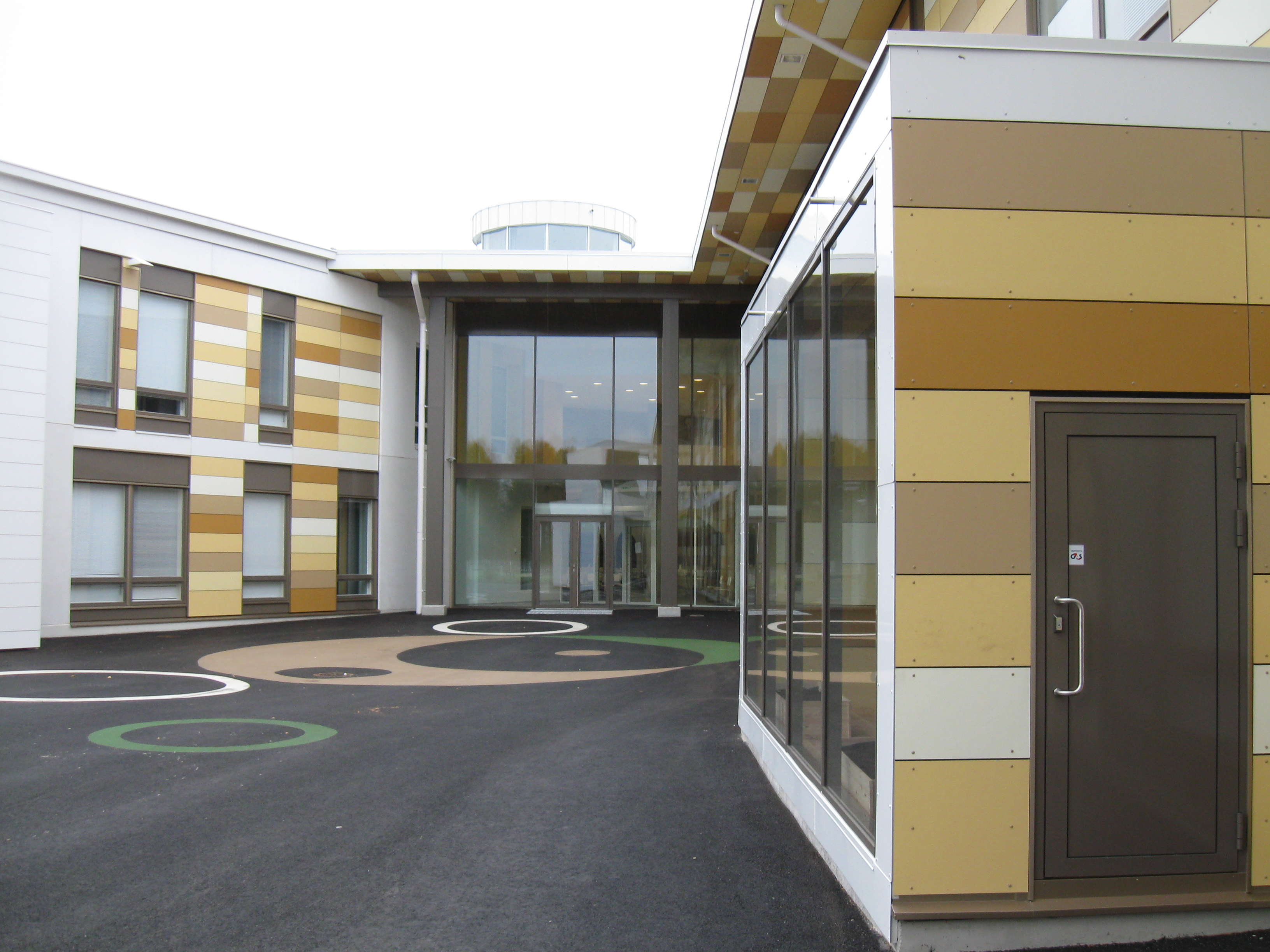
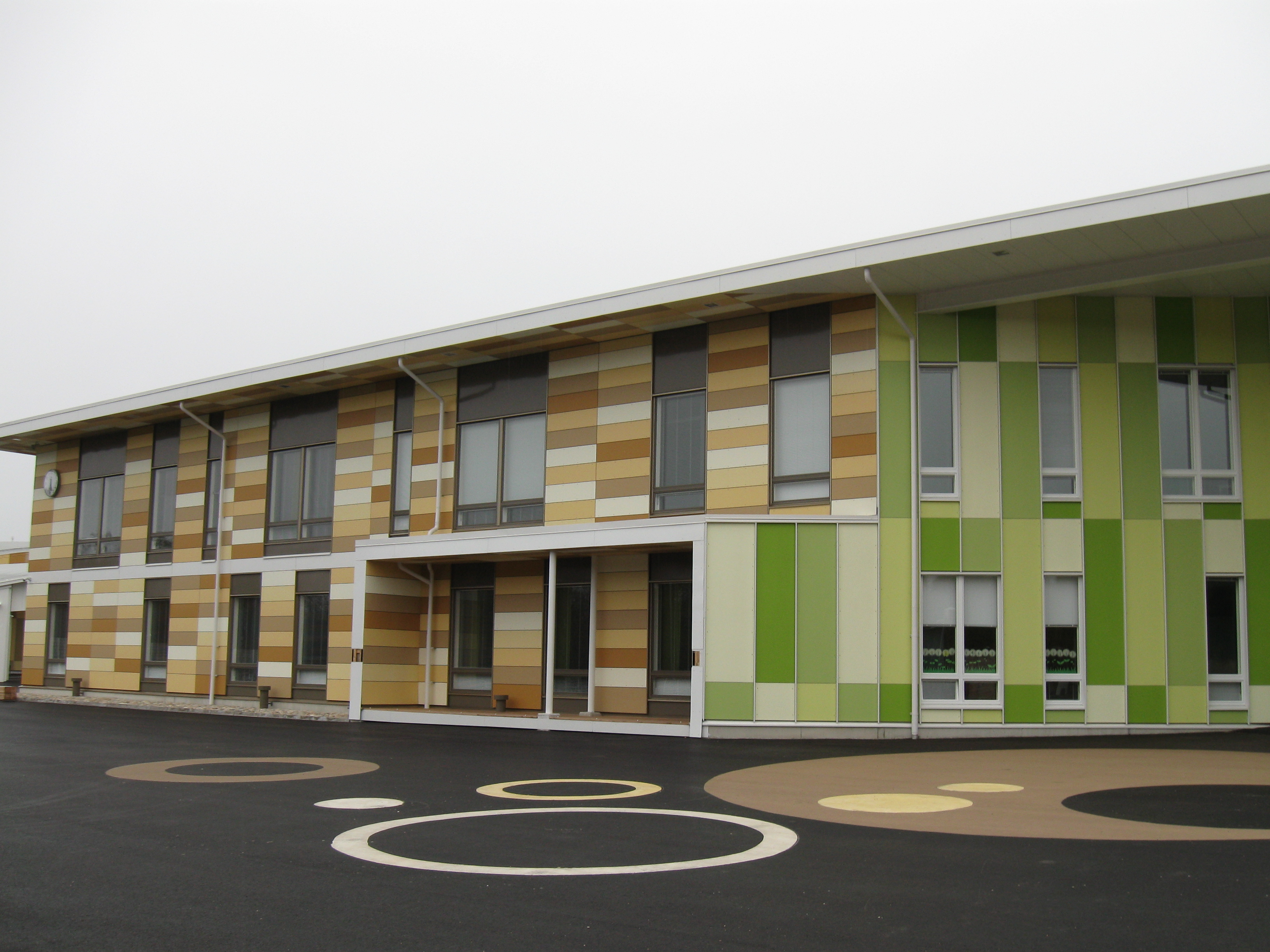
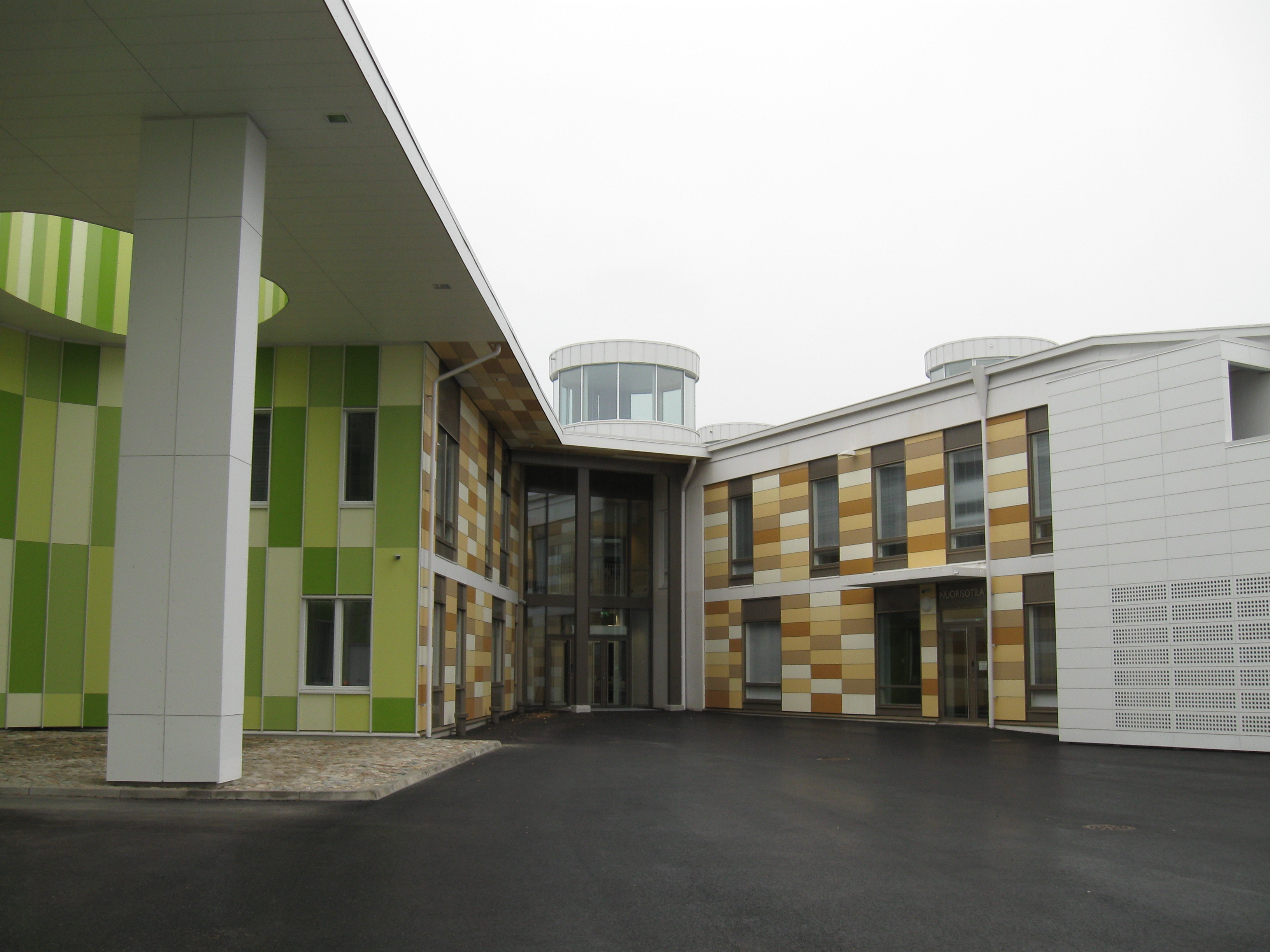
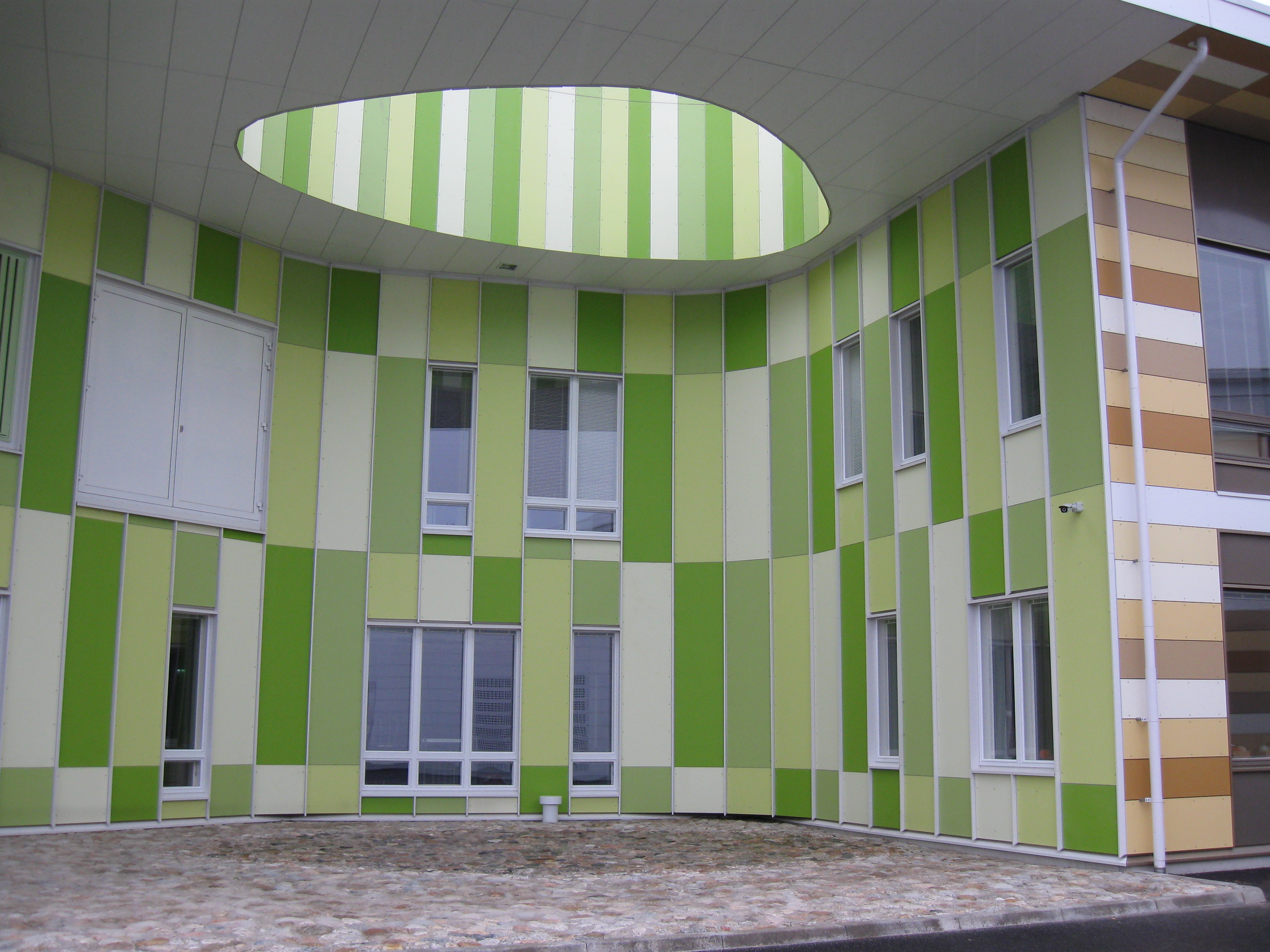